# Parlamentswahl in Indien 2024
Die Indische Parlamentswahl 2024 fand in sieben Phasen vom 19. April bis zum 1. Juni 2024 statt. Dabei waren 968 Millionen Menschen in Indien zur Wahl aufgerufen. Das indische Parlament (Lok Sabha) verfügt über 543 Sitze. Die Amtszeit des Parlaments, des 17. Lok Sabha, endete am 16. Juni 2024. Zur Auszählung und Ergebnisverkündung kam es am 4. Juni. Das Parteienbündnis Nationale Demokratische Allianz (NDA) unter der Führung von Premierminister Narendra Modi erreichte die für die Regierungsbildung erforderliche Schwelle von 272 Sitzen, seine Partei BJP verlor aber die Mehrheit im Parlament.

## Hintergrund
Die vorherigen Parlamentswahlen fanden im April und Mai 2019 statt. Nach den Wahlen bildete die von der Bharatiya Janata Party geführte Nationale Demokratische Allianz die Unionsregierung. Der BJP-Politiker Narendra Modi blieb weiterhin Premierminister.

## Wahlsystem
Alle 543 Abgeordneten werden in Wahlkreisen nach dem Prinzip der Mehrheitswahl bestimmt.
Wahlberechtigt sind indische Staatsbürger, die mindestens 18 Jahre alt sind, ihren gewöhnlichen Wohnsitz im Wahlgebiet des Wahlkreises haben, in das Wählerverzeichnis eingetragen sind und eine gültige, von der indischen Wahlkommission ausgestellte Wähleridentifikationskarte besitzen. Personen, die wegen eines Wahlvergehens oder einer anderen Straftat verurteilt wurden, sind vom Wahlrecht ausgeschlossen. Rund 968 Millionen Wähler werden zur Wahl aufgerufen. Die Wahlbeteiligung lag bei 65,79 %.
Nach Artikel 83 der indischen Verfassung müssen Wahlen zur Lok Sabha alle fünf Jahre stattfinden. Die Amtszeit der vorherigen, der 17. Lok Sabha endet voraussichtlich am 16. Juni 2024.

## Wahltermin und Wahlmodus

Wahltermine (mit Zahl der Wahlkreise, in denen gewählt wird)

Die Wahltermine wurden von der Wahlkommission am 16. März 2024 bekanntgegeben. Dabei wurde wie üblich der Wahlkalender in sieben Phasen aufgeteilt und so auf sechs Wochen ausgestreckt, auch um mit der indischen Armee die Wahl abzusichern.
| Phase   | Datum     | Zahl der Wahlkreise | Zahl der Bundesstaaten | Bundesstaaten und Unionsterritorien (Zahl der Wahlkreise, in denen gewählt wurde) |
| ------- | --------- | ------------------- | ---------------------- | --- |
| Phase 1 | 19. April | 101,5               | 21                     | Arunachal Pradesh (2), Assam (5), Bihar (4), Chhattisgarh (1), Jammu und Kaschmir (1), Madhya Pradesh (6), Maharashtra (5), Manipur (1,5), Meghalaya (2), Mizoram (1), Nagaland (1), Rajasthan (12), Sikkim (1), Tamil Nadu (39), Tripura (1), Uttar Pradesh (8), Uttarakhand (5), Westbengalen (3), Andamanen und Nikobaren (1), Lakshadweep (1), Puducherry (1) |
| Phase 2 | 26. April | 087,5               | 13                     | Assam (5), Bihar (5), Chhattisgarh (3), Jammu und Kaschmir (1), Karnataka (14), Kerala (20), Madhya Pradesh (6), Maharashtra (8), Manipur (0,5), Rajasthan (13), Tripura (1) Uttar Pradesh (8), Westbengalen (3) |
| Phase 3 | 7. Mai    | 95                  | 12                     | Assam (4), Bihar (5), Chhattisgarh (7), Goa (2), Gujarat (26), Jammu und Kaschmir (1), Karnataka (14), Madhya Pradesh (9), Maharashtra (11), Uttar Pradesh (10), Westbengalen (4), Dadra und Nagar Haveli (2) |
| Phase 4 | 13. Mai   | 096                 | 10                     | Andhra Pradesh (25), Bihar (5), Jammu und Kaschmir (1), Jharkhand (4), Madhya Pradesh (8), Maharashtra (11), Odisha (4), Telangana (17), Uttar Pradesh (13), Westbengalen (8) |
| Phase 5 | 20. Mai   | 049                 | 08                     | Bihar (5), Jammu und Kaschmir (2), Jharkhand (3), Ladakh (1), Maharashtra (13), Odisha (5), Uttar Pradesh (14), Westbengalen (7) |
| Phase 6 | 25. Mai   | 057                 | 07                     | Bihar (8), Haryana (10), Jharkhand (4), Odisha (6), Uttar Pradesh (14), Westbengalen (8), Delhi (7) |
| Phase 7 | 1. Juni   | 057                 | 08                     | Bihar (8), Chandigarh (1), Himanshal Pradesh (4), Jharkhand (3), Odisha (6), Punjab (13), Uttar Pradesh (13), Westbengalen (9) |

## Ergebnisse
Das von Premierminister Narendra Modi geführte Parteienbündnis NDA (mit unter anderem SHS und JD(U)) erreichte die für die Regierungsbildung erforderliche Schwelle von 272 Sitzen. Modis hindu-nationalistische BJP-Partei hat jedoch ihre absolute Parlamentsmehrheit verloren und wird die Wahl voraussichtlich mit 240 von 543 Sitzen beenden – weitaus weniger als das Ziel von 400 Sitzen, das sich Modi während des Wahlkampfs gesetzt hatte. Das Oppositionsbündnis um Rahul Gandhi hat sehr viel besser abgeschnitten als erwartet und sich bisher landesweit 193 Sitze gesichert – mit einem besonders starken Ergebnis im Süden.
| Partei                                                 | Kürzel   | Stimmen | Stimmen | Stimmen | Sitze | Sitze | Sitze  |
| Partei                                                 | Kürzel   | Zahl    | %       | +/-     | Zahl  | +/-   | %      |
| ------------------------------------------------------ | -------- | ------- | ------- | ------- | ----- | ----- | ------ |
| Bharatiya Janata Party                                 | BJP      |         |         |         | 240   | ▼63   | 44,2 % |
| Indischer Nationalkongress                             | INC      |         |         |         | 99    | ▲47   | 18,2 % |
| Samajwadi Party                                        | SP       |         |         |         | 37    | ▲32   | 6,8 %  |
| All India Trinamool Congress                           | AITC     |         |         |         | 29    | ▲7    | 5,3 %  |
| Dravida Munnetra Kazhagam                              | DMK      |         |         |         | 22    | ▼2    | 4,1 %  |
| Telugu Desam Party                                     | TDP      |         |         |         | 16    | ▲13   | 2,9 %  |
| Janata Dal (United)                                    | JD(U)    |         |         |         | 12    | ▼4    | 2,2 %  |
| Shiv Sena (Uddhav Balasaheb Thackeray)                 | SS (UBT) |         |         |         | 9     | ▲9    | 1,7 %  |
| Nationalist Congress Party (Sharadchandra Pawar)       | NCP-SP   |         |         |         | 8     | ▲8    | 1,5 %  |
| Shiv Sena                                              | SHS      |         |         |         | 7     | ▼11   | 1,3 %  |
| Lok Janshakti Party (Ram Vilas)                        | LJP (RV) |         |         |         | 5     | ▲5    | 0,9 %  |
| Communist Party of India (Marxist)                     | CPM      |         |         |         | 4     | ▲1    | 0,7 %  |
| Janata Dal (Secular)                                   | JD(S)    |         |         |         | 2     | ▲1    | 0,4 %  |
| Rashtriya Janata Dal                                   | RJD      |         |         |         | 2     | ▲4    | 0,4 %  |
| Aam Aadmi Party                                        | AAP      |         |         |         | 3     | ▲2    | 0,6 %  |
| Jharkhand Mukti Morcha                                 | JMM      |         |         |         | 3     | ▲2    | 0,6 %  |
| Indian Union Muslim League                             | MUL      |         |         |         | 3     | ▬     | 0,6 %  |
| Jana Sena Party                                        | JSP      |         |         |         | 2     | ▲2    | 0,4 %  |
| Rashtriya Lok Dal                                      | RLD      |         |         |         | 2     | ▲2    | 0,4 %  |
| Communist Party of India                               | CPI      |         |         |         | 2     | ▬     | 0,4 %  |
| Communist Party of India (Marxist-Leninist) Liberation | CPI(ML)L |         |         |         | 2     | ▲2    | 0,4 %  |
| Jammu and Kashmir National Conference                  | JKNC     |         |         |         | 2     | ▼1    | 0,4 %  |
| Viduthalai Chiruthaigal Katchi                         | VCK      |         |         |         | 2     | ▲1    | 0,4 %  |
| AJSU Party                                             | AJSUP    |         |         |         | 1     | ▬     | 0,2 %  |
| Nationalist Congress Party                             | NCP      |         |         |         | 1     | ▼4    | 0,2 %  |
| United People’s Party Liberal                          | UPPL     |         |         |         | 1     | ▲1    | 0,2 %  |
| Sikkim Krantikari Morcha                               | SKM      |         |         |         | 1     | ▲1    | 0,2 %  |
| Apna Dal (Soneylal)                                    | AD(S)    |         |         |         | 1     | ▼1    | 0,2 %  |
| Asom Gana Parishad                                     | AGP      |         |         |         | 1     | ▲1    | 0,2 %  |
| Hindustani Awam Morcha                                 | HAM(S)   |         |         |         | 1     | ▲1    | 0,2 %  |
| Bharat Adivasi Party                                   | BAP      |         |         |         | 1     | ▲1    | 0,2 %  |
| Kerala Congress                                        | KC       |         |         |         | 1     | ▬     | 0,2 %  |
| Marumalarchi Dravida Munnetra Kazhagam                 | MDMK     |         |         |         | 1     | ▲1    | 0,2 %  |
| Rashtriya Loktantrik Party                             | RLP      |         |         |         | 1     | ▬     | 0,2 %  |
| Revolutionary Socialist Party                          | RSP      |         |         |         | 1     | ▬     | 0,2 %  |

## Dokumentarfilm
- zdf.de (auslandsjournal): die doku: Macht, Modi, Indien (43 min, EA 9. Mai 2024)